# Yuknoom Yichʼaak Kʼahkʼ

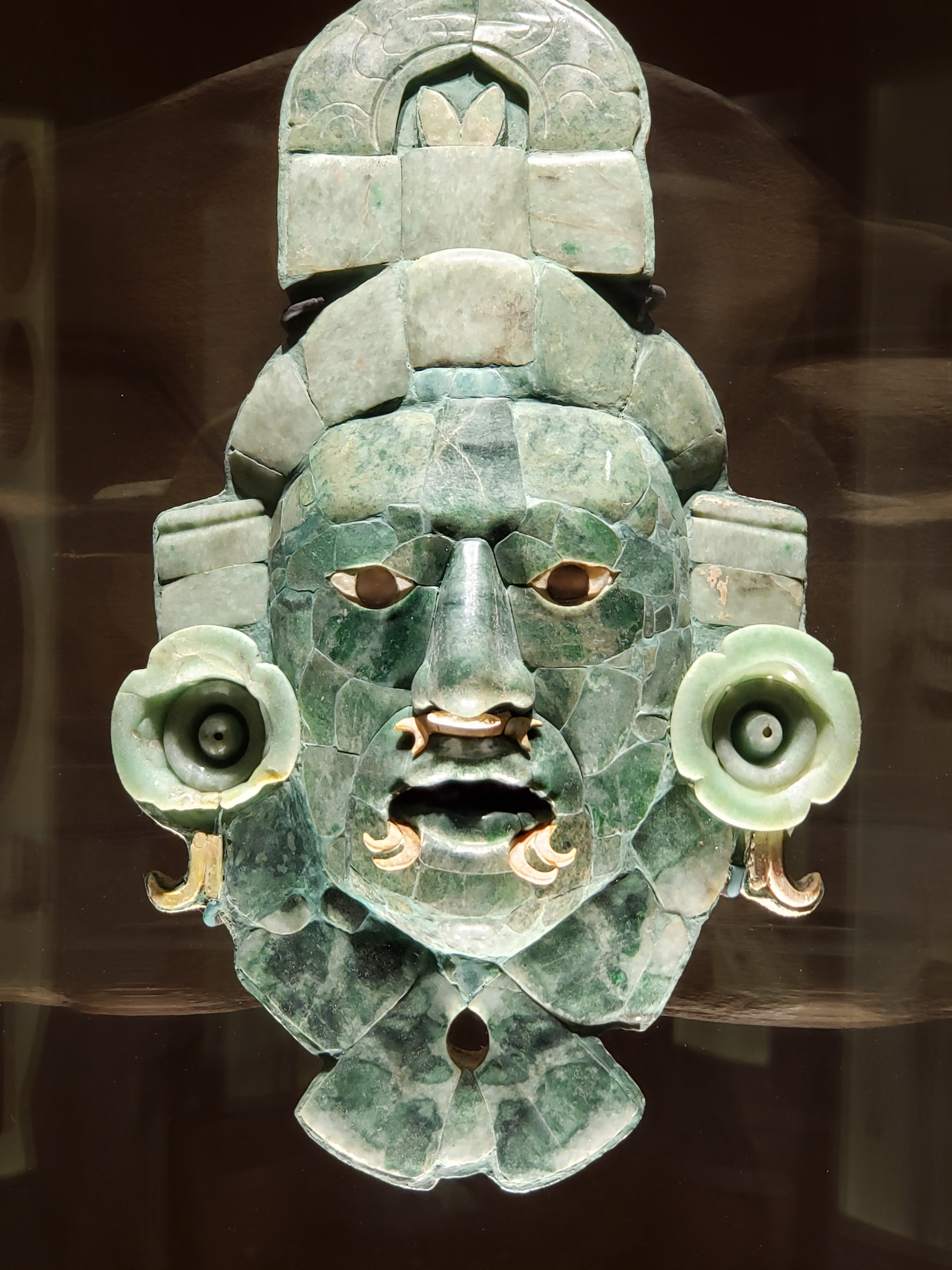
Máscara de Calakmul

Yuknoom Yichʼaak Kʼahkʼ ou Yuknoom Ixquiac (lit. 'Fumaça de pata de onça'; 6 de outubro de 649 - 15 de dezembro de 697) foi um rei maia do reino Kaan, que teve sua capital em Calakmul durante o Período Clássico da cronologia mesoamericana.

## Reinado
Este rei aderiu em seu trigésimo sexto ano, mas há indícios de que ele pode ter efetivamente governado o reino por um período substancial antes disso em nome do rei anterior, Yuknoom, o Grande. Este último, que pode ter sido o pai de Yuknoom Yichʼaak Kʼahk, viveu até os oitenta anos e pode ter ficado incapacitado em seus últimos anos.
A inscrição da Estela 9, de 662, entra em grandes detalhes sobre o nascimento de Yuknoom Yichʼaak Kʼahkʼ e concede-lhe um título real completo; assim, as vitórias militares nos anos seguintes, bem como as afirmações bem-sucedidas da hegemonia de Kaan, podem ser atribuídas provisoriamente a Yichʼaak Kʼahkʼ. Isso inclui triunfos militares sobre Tikal em 677 e (muito provavelmente) 679; supervisão das ascensões dos reis de Moral e Cancuen em 662 e 677, respectivamente; o despacho de Lady Six Sky de Dos Pilas para re-semear a dinastia de Naranjo em 682, e a ação de um tenente expressiva da soberania Kaan em Piedras Negras em 685.
A ascensão de Yichʼaak Kʼahk foi registrada em El Perú pelo governante local Kʼinich Bahlam e em Dos Pilas por Bʼalaj Chan Kʼawiil. Em Naranjo, o filho da Senhora Seis Céus, Kʼakʼ Tiliw Chan Chaak, aderiu em 693.
Em 695, Calakmul sofreu uma derrota militar às mãos de Tikal e acreditava-se que o rei foi morto ou capturado nessa batalha. Uma cena de estuque em Tikal mostra um prisioneiro sendo "adornado" para o sacrifício e nomeia o rei Kaan em uma legenda relacionada; o texto está danificado e, em sua condição atual, permitiu a possibilidade de se referir ao próprio Yichʼaak Kʼahk', em vez de ele ser o senhor do prisioneiro a ser morto. Uma nova descoberta em La Corona revelou que o rei sobreviveu pelo menos até 696, quando fez uma visita àquela cidade.  Há razões para acreditar que Yichʼaak Kʼahkʼ está enterrado no Túmulo 4 dentro da Estrutura 2 de Calakmul.
O programa de monumentos de Yichʼaak Kʼahk nem sequer se compara ao de seu antecessor imediato, e as duas estelas que ainda estão de pé (incluindo a Estela 105 de 692) estão localizadas longe do núcleo do local no Grupo Nordeste.